# Woensdag Gehaktdag
Woensdag Gehaktdag is een roman van de Nederlandse schrijver Richard Klinkhamer waarin hij allerlei mogelijke scenario's en motieven beschrijft over de dag waarop hij zijn vrouw zou hebben vermoord.
In februari 2000 ontdekten de nieuwe bewoners van het huis in Hongerige Wolf, bij het omspitten van de omvangrijke tuin, het lichaam van Hannelore Klinkhamer-Godfrinon. Klinkhamer werd opgepakt en bekende vrijwel onmiddellijk. In augustus 2000 werd hij veroordeeld tot zes jaar cel voor doodslag, na het hoger beroep in februari 2001 werd dat zeven jaar.
Na zijn vrijlating woonde Klinkhamer tot aan zijn dood in 2016 weer in Amsterdam. In oktober 2007 werd alsnog Woensdag Gehaktdag uitgegeven. Albert Secuur, acteur bij het Noord Nederlands Toneel, maakte van Woensdag Gehaktdag een theatervoorstelling, die op zaterdag 14 april 2012 in de Machinefabriek in Groningen in première ging.